# La Rue de la gaieté
Pour plus de détails, voir Fiche technique et Distribution.
La Rue de la gaieté (titre original : Wabash Avenue)  est un film musical américain en Technicolor réalisé par Henry Koster, sorti en 1950. Il s'agit du remake du film de 1943, L'Île aux plaisirs (Coney Island) dans lequel jouait déjà Betty Grable.

## Synopsis
À Chicago en 1892, Andy Clark découvre qu'il a été trahi par son partenaire Mike, maintenant propriétaire d'un club de danse prospère. Andy veut non seulement rembourser, mais aussi faire de la jeune Ruby Summers une star du divertissement - et gagner le cœur de la celle-ci.

## Fiche technique
- Titre français :  La Rue de la gaieté
- Titre original : Wabash Avenue
- Réalisateur : Henry Koster
- Scénario : Harry Tugend et Charles Lederer d'après une histoire de Charles Lederer (non crédité)
- Photographie : Arthur E. Arling
- Montage : Robert L. Simpson
- Musique : Cyril J. Mockridge (non crédité)
- Direction musicale : Lionel Newman
- Chorégraphe : Billy Daniel et Angela Blue
- Direction artistique : Lyle R. Wheeler et Joseph C. Wright
- Décorateur de plateau : Paul S. Fox et Thomas Little
- Costumes : Charles Le Maire
- Production : William Perlberg
- Société de production et de distribution : Twentieth Century Fox
- Pays de production : États-Unis
- Langue : Anglais
- Format : couleur (Technicolor)  - 35 mm - 1,37:1 - Son : Mono (Western Electric Recording)
- Durée : 92 min
- Genre : Film musical
- Dates de sortie : 
  - États-Unis : 31 mars 1950 (première à Chicago)
  - France : 31 octobre 1951

## Distribution
- Betty Grable : Ruby Summers
- Victor Mature : Andy Clark
- Phil Harris : Mike Stanley
- Reginald Gardiner : English Eddie
- James Barton : Harrigan
- Barry Kelley : Videur
- Margaret Hamilton : Tillie Hutch
- Jacqueline Dalya : Cleo
- Robin Raymond : Jennie
- Hal K. Dawson (en) : Healy
- Dorothy Neumann : Réformateur
- Alexander Pope : Charlie Saxe
- Henry Kulky : Joe Barton
- Marie Bryant : Elsa
- Collette Lyons : Beulah
- George Beranger : le gardien du musée de Cire
- George Davis : le serveur français